# Submarino soviético B-59
El Submarino soviético B-59 fue un submarino diésel-eléctrico del Proyecto 641 o clase Foxtrot de la Armada Soviética . El B-59 estuvo estacionado cerca de Cuba el decimotercer día durante la Crisis de los misiles en octubre de 1962, y fue perseguido y acosado por buques de la Armada de Estados Unidos. Los oficiales superiores del submarino, fuera de contacto con Moscú y el resto del mundo y creyendo que estaban bajo ataque y posiblemente en guerra, estuvieron a punto de disparar un torpedo nuclear T-5 a los barcos estadounidenses.